# Федір Гайович
Фе́дір Гайо́вич (15 січня 1919, Данилово, Руська Крайна, Угорщина — 11 вересня 1942, Прага, Протекторат Богемії та Моравії, Третій Райх) — український журналіст та громадський діяч, учасник українського студентського руху в Чехословаччині.

## Життєпис
Народився 15 січня 1919 року в селі Данилово на Закарпатті у родині дрібного підприємця.
Початкову освіту здобув у школі в рідному селі. Навчання продовжив у гімназії в Берегові (за іншими даними, в Хусті:271). Під час навчання долучився до «Пласту», був активним його організатором. У випускному (VIII) класі гімназії (1936—1937 навчальний рік) почав перекладати твори французьких письменників та надсилати їх до редакції львівської газети «Діло».
Восени 1937 року вступив до Карлового університету в Празі, де навчався на філософському факультеті. Водночас почав навчання в Українському Вільному Університеті. Досліджував прозову літературну спадщину Івана Франка.
У Празі долучився до громадського життя української громади. Вступив до Союзу Підкарпатських Руських Студентів, де з 13 жовтня 1937 року був головою секції з питань преси. Почав писати для часопису «Пробоєм» під редакцією Степана Росохи. У своїх публікаціях торкався тем боротьби українців Закарпаття за незалежність, життя українського студентства у Празі, активно критикував закарпатських русофілів та виступав на захист української мови. Також вступив до Української Академічної Громади (з 17 грудня 1938 року був її секретарем) і Товариства Українських Католицьких Студентів.
У жовтні 1938 року долучився до установчих зборів празької філії Першої руської (української) центральної народної ради. З кінця січня 1939 року діяв як один із представників Українського Національного Об'єднання в Празі. У лютому та березні 1939 року перебував у Карпатській Україні, де долучився до видання часопису «Наступ». Після окупації Карпатської України Угорщиною рятувався втечею до Праги, де згодом діставав матеріальну допомогу від Комітету допомоги збігцям з Карпатської України.
У червні 1939 року взяв участь в XI з'їзді Центрального Союзу Українського Студентства у Відні. Надалі був офіційним видавцем часопису «Пробоєм», а разом зі Степаном Росохою та Андрієм Гарасевичем — його співредактором.
У Празі познайомився та потоваришував з українським істориком в еміграції Марком Антоновичем. З початком німецько-радянської війни у червні 1941 року Гайович та Антонович вирушили до Києва у складі похідних груп ОУН. Разом вони працювали в газеті та видавництві «Українське слово»:270. Також Гайович очолював відділ неперіодичних видань «Українського видавництва».
Через побоювання того, що нацистський режим у Києві може розпочати репресії проти діячів ОУН (м), керівник редакції «Українського слова» Олег Ольжич вирішив відправити працівників з Києва. Федору Гайовичу довелося повернутися до Праги. Низка його колег, зокрема Олена Теліга, Іван Ірлявський, Іван Рогач, були згодом розстріляні німцями в Бабиному Яру.
Повернувшись до Праги, Гайович продовжив працювати видавцем і редактором часопису «Пробоєм». У видавництві часопису він почав втілення спільного з Марком Антоновичем задуму — друку збірки поезій Євгена Плужника «Рівноваги»:270.
Федір Гайович помер 11 вересня 1942 року в Празі від туберкульозу.